# 莫里斯·巴雷斯广场
莫里斯·巴雷斯广场（Place Maurice-Barrès）是巴黎第一区的一个广场。长28米，宽20米。Rue Cambon、圣奥诺雷路（rue Saint-Honoré）交汇于此。

## 名称
广场得名于法国政治家、作家 莫里斯·巴雷斯 (1862-1923)。 

## 历史
广场开辟于1924年，命名于同年3月24日。